# Coregonus kiyi
Coregonus kiyi és una espècie de peix de la família dels salmònids i de l'ordre dels salmoniformes.

## Morfologia
- Els mascles poden assolir els 35 cm de llargària total.
- Nombre de vèrtebres: 55-58.[2][3]

## Hàbitat
Viu a les aigües obertes dels llacs.

## Distribució geogràfica
Es troba a Nord-amèrica: Grans Llacs d'Amèrica del Nord (llevat del llac Erie).

## Longevitat
Viu fins als 10 anys.